# 菊花展覧会

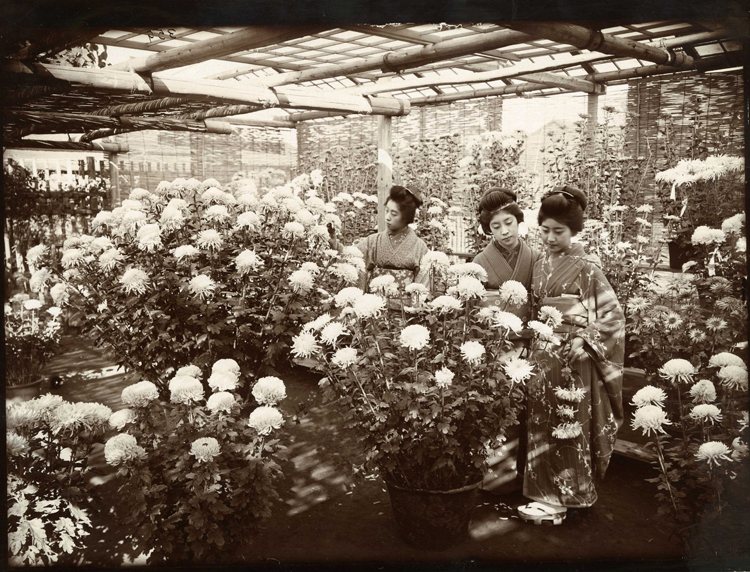
明治時代。東京

菊花展覧会（きっかてんらんかい）とは、日本の国花である菊の展覧会。制作者の品評会でもある。略称は菊花展（きっかてん）。
その他の名称は、「菊まつり」「菊花大会」「菊花コンクール」などがある。日本では、10月より11月まで全国で開催され、秋の風物詩でもある。

## 主な出展作品
個人または団体による作品を出展。
- 大菊

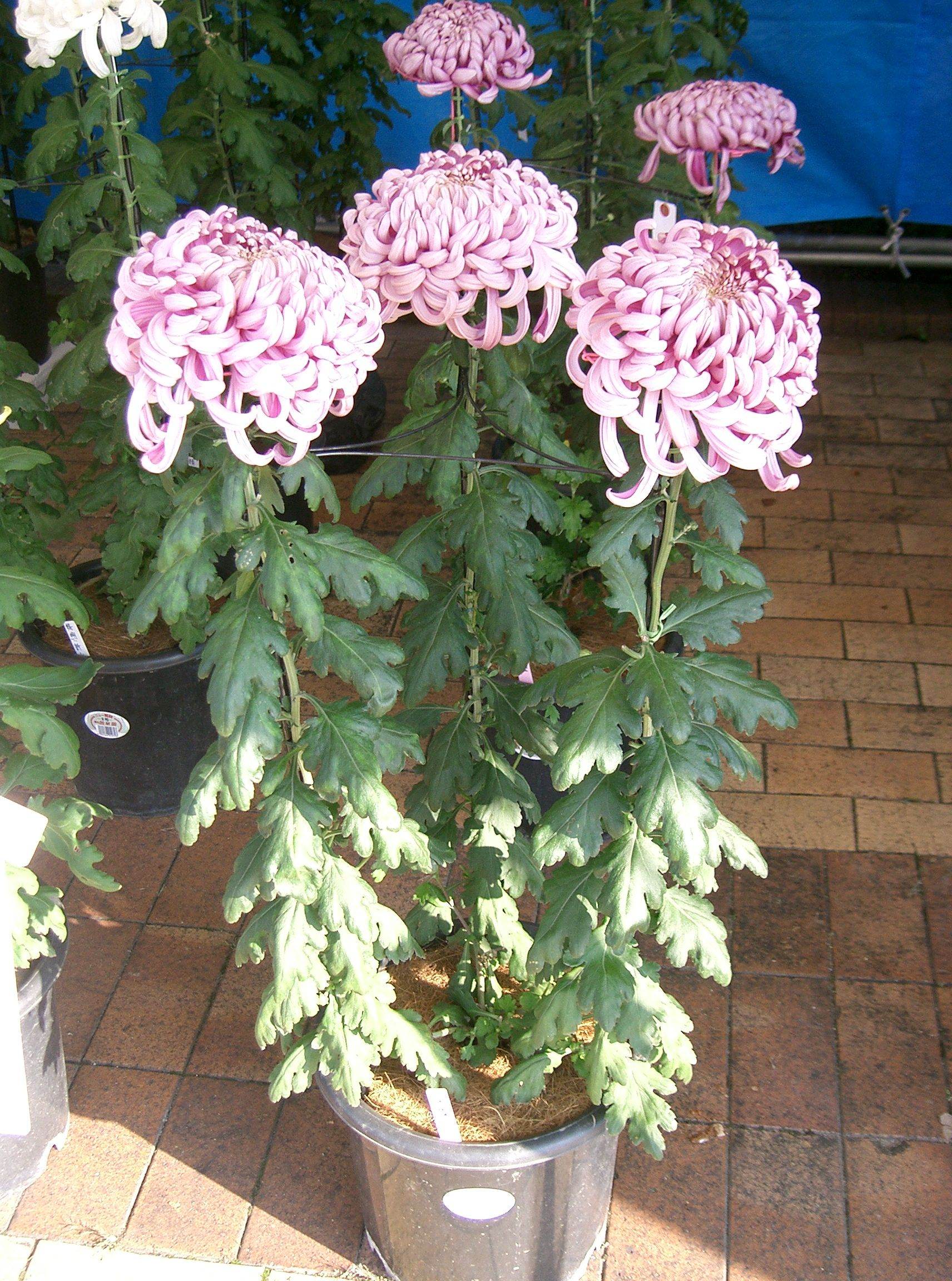
三本仕立て

  - 一本仕立て（一輪菊） - 1本の苗から作る基本的な仕立て。
    - 福助仕立て - 矮化剤を使用し、一本仕立てにしたもの。高さ40cm程度。

  - 三本仕立て - 1本の苗を摘心して、3本に分枝させる手法。前方を2輪、後方を1輪に仕立てる。
    - だるま仕立て - 矮化剤を使用し、三本仕立てにしたもの。高さ60cm程度。

  - 七本仕立て - 1本の苗を摘心して、7本に分枝させる手法。中央の1輪を高くし、周りの6輪を低く仕立てる。
- 盆栽
  - 盆栽仕立て - 盆栽の手法を用いた仕立て。
    - 盆景仕立て - 盆栽に砂、石、置物などを置き自然の風景を表現（ジオラマ）する仕立て。

  - 懸崖仕立て - 断崖絶壁に幹が下垂し、自生している樹木の姿を表現させる手法。
    - 前垂型小懸崖 - 懸崖仕立てを正面に仕立て、1本の苗を摘心してたくさん分岐させる手法。
    - 前垂型大懸崖 - より多く分岐させ大きくさせる手法。
- 菊人形 - 人物や動物などをモチーフに表現したもの。
- 菊花壇 - 菊の花壇。

## 品評会
大菊は、大きさ、花や葉の形、虫の害などを総合的に審査。盆栽は、根の張り、幹（根元から徐々に細くなるのが良い）を審査。その他の作品では、一定の基準を基にバランス、形などを審査。
主な賞
- 政府 - 内閣総理大臣賞・農林水産大臣賞・文部科学大臣賞・環境大臣賞・国土交通大臣賞・総務大臣賞・外務大臣賞・財務大臣賞
- 自治体 - 知事賞・市長賞
- スポンサー - 新聞社賞・各スポンサー賞

## 主な菊花展

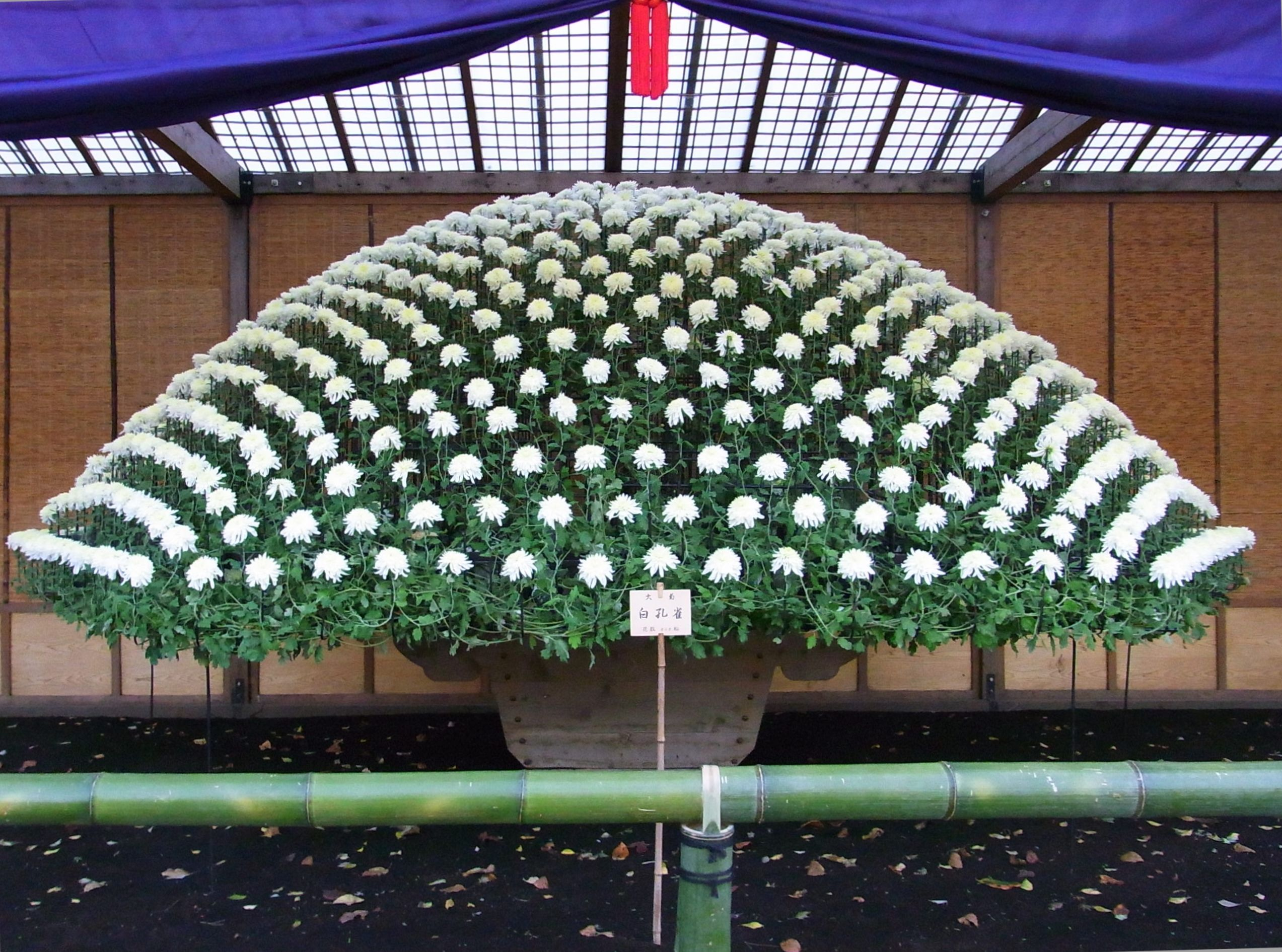
菊花壇展 千輪咲き（新宿御苑 2010年11月9日撮影）

全国大会
- 一般社団法人全日本菊花連盟全国大会

会場：各地方自治体での会場（開催年により異なる）
一般社団法人全日本菊花連盟及び開催県の実行委員会が主催。
5000点近い出品があった大会もあり、日本で最も歴史ある菊の全国大会で権威、品位のある大会である。以前は「高松宮妃殿下杯」が最高賞に下づけされたが、高松宮妃薨去にともない無くなり、現在は内閣総理大臣賞が最高賞に下づけされる。毎回、新品種を開催地にちなんだ花名で発表し、指定競技花とされる。色や部属によって約15の部門、50の種目に分けられ、各部門の首席花がいわゆる壇上にあげられる。その後全部門の首席花の中の一位を決め、優勝旗が授与される。全日本菊花連盟会員であれば参加費などを納めれば誰でも参加可能である。
北海道
- さっぽろ菊まつり（札幌市）[1]

会場：札幌駅前通地下歩行空間札幌駅前通地下広場（メイン会場）とオーロラタウンオーロラプラザ
さっぽろ菊まつり実行委員会が主催。10月下旬より11月上旬にかけて開催。
1963年（昭和38年）より1973年（昭和48年）までは、大通公園で開催。1974年（昭和49年）より2010年（平成22年）までは、オーロラタウン（メイン会場として開催）とポールタウンでも開催されていた。
- おびひろ菊まつり（帯広市）[3]

会場：とかちプラザ
帯広のまつり推進委員会が主催。10月下旬より11月上旬にかけて開催。
1969年（昭和44年）より開催。2014年（平成26年）までは帯広市中央公園で開催していた。
- きたみ菊まつり（北見市）[5]

会場：北見駅南多目的広場（北見芸術文化ホール前）
北見菊まつり実行委員会が主催。10月中旬より11月上旬にかけて開催。
1952年（昭和27年）より開催。北海道内最大級の規模となる菊花展。
青森県
- 弘前城菊と紅葉まつり
- はちのへ菊まつり

宮城県
- みやぎ大菊花展柴田大会（柴田町）

会場：船岡城址公園
2007年（平成19年）より開催。宮城県最大の菊花展である。前身は、「しばた菊人形まつり」（1970年 - 2002年）として開催。「しばた菊の祭典」（2003年 - 2006年）後、現在に至る。菊花のレベルは全国レベルで全日本菊花連盟全国大会で準優勝した菊愛好家も参加する非常に権威ある大会である。県内の菊花会が参加し、最高賞に内閣総理大臣賞が下づけされる。その他数本の大臣賞、政治家賞がある。
秋田県
- よこて菊まつり

山形県
- 南陽の菊まつり

福島県
- 二本松の菊人形

茨城県
- 笠間の菊まつり

東京都
- 菊花壇展（菊を観る会）[6]

会場:新宿御苑日本庭園
環境省新宿御苑管理事務所が主催。11月上旬より11月中旬にかけて開催。
皇室が菊を鑑賞するにあたり、宮内省（現：宮内庁）が1878年（明治11年）に赤坂で開催した「菊花拝観」がルーツとなる。日中戦争と第二次世界大戦の影響で中止。以後、新宿御苑で一般公開されたのが始まり。
- 東京都観光菊花大会
- 文京菊まつり
- すがも中山道菊まつり
- 亀戸天神社菊まつり
- 浅草菊花展
- 高幡不動尊菊まつり

神奈川県
- 三溪園菊花展
- 神奈川県菊花大会

新潟県
- 弥彦菊まつり
- 魚沼菊花展浦佐菊まつり

富山県
- 南砺菊まつり

福井県
- たけふ菊人形

愛知県
- 名古屋城菊人形＆菊花大会[8]

大阪府
- 日本菊花全国大会[9]

会場:国華園
日本菊花会が主催。10月下旬より11月下旬にかけて開催。
日本全国より作品が集結し「日本一」の称号が得られる菊の祭典。
- ひらかた大菊人形

兵庫県
- 神戸菊花展覧会
- 加古川菊花展

広島県
- 尾道菊花展

福岡県
- 西日本菊花大会

熊本県
- 菊人形菊まつり

日本国外
- 中華人民共和国

## ギャラリー

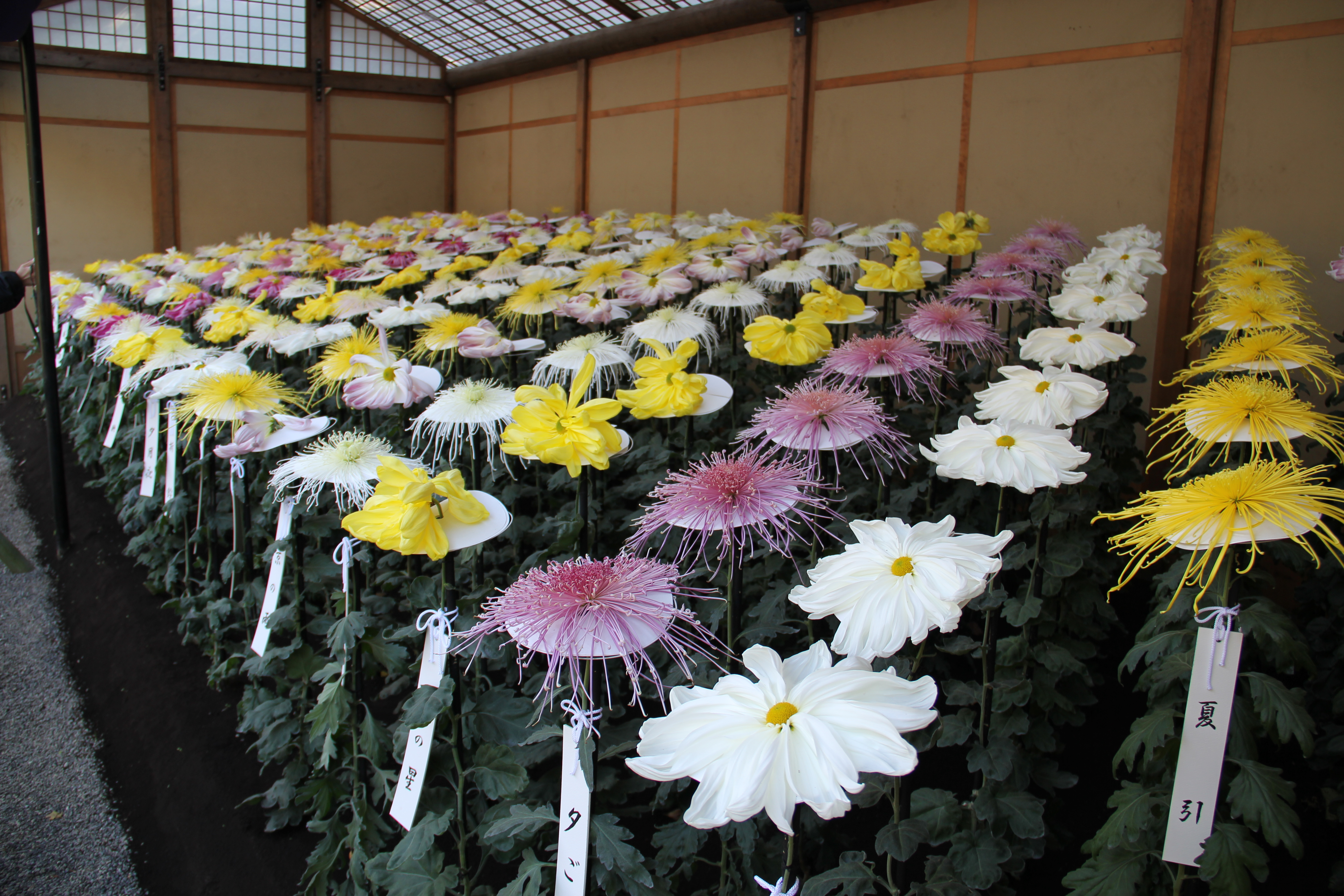
菊花壇（新宿御苑の菊花壇展、2010年）
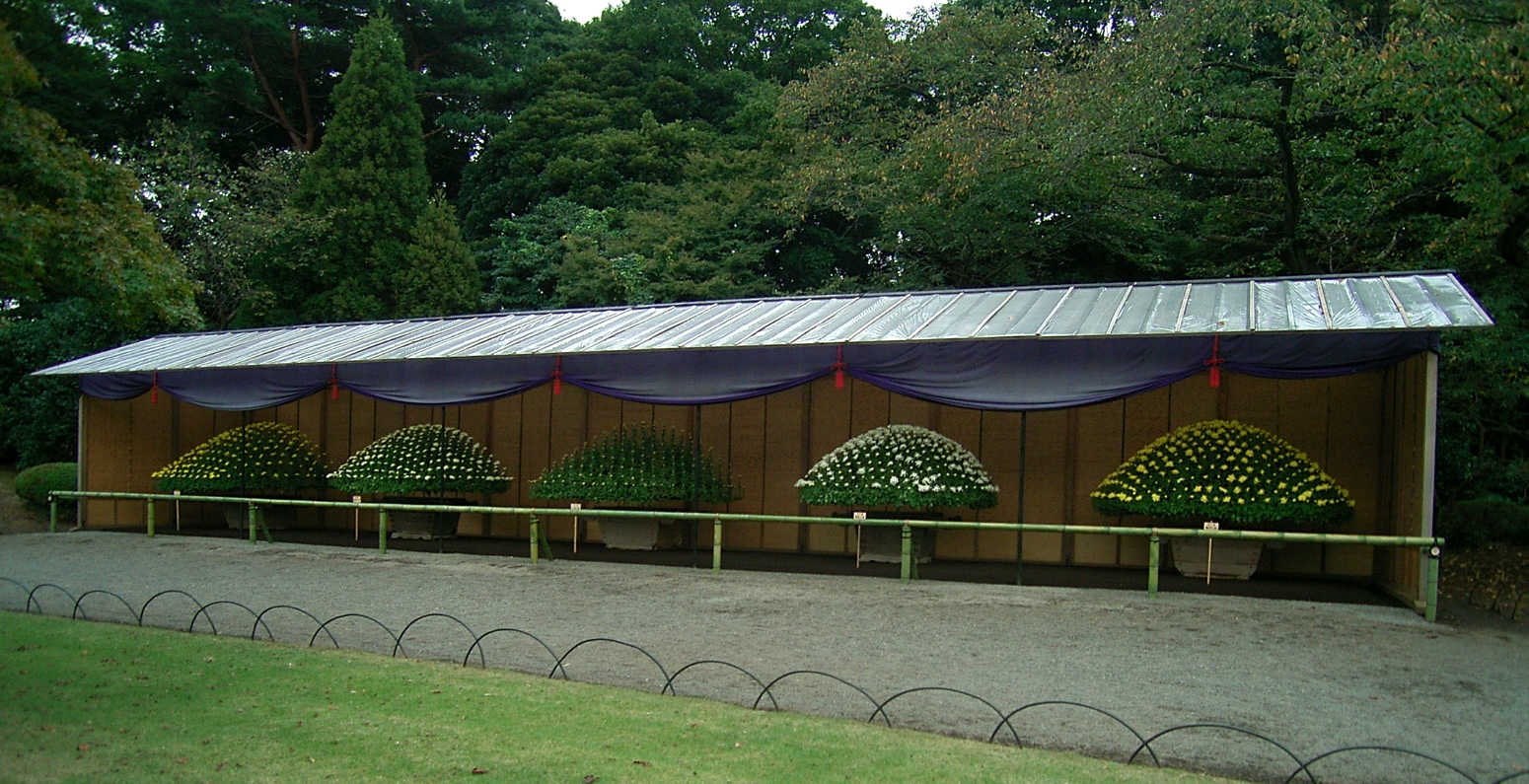
菊花壇（新宿御苑の菊花壇展、2007年）
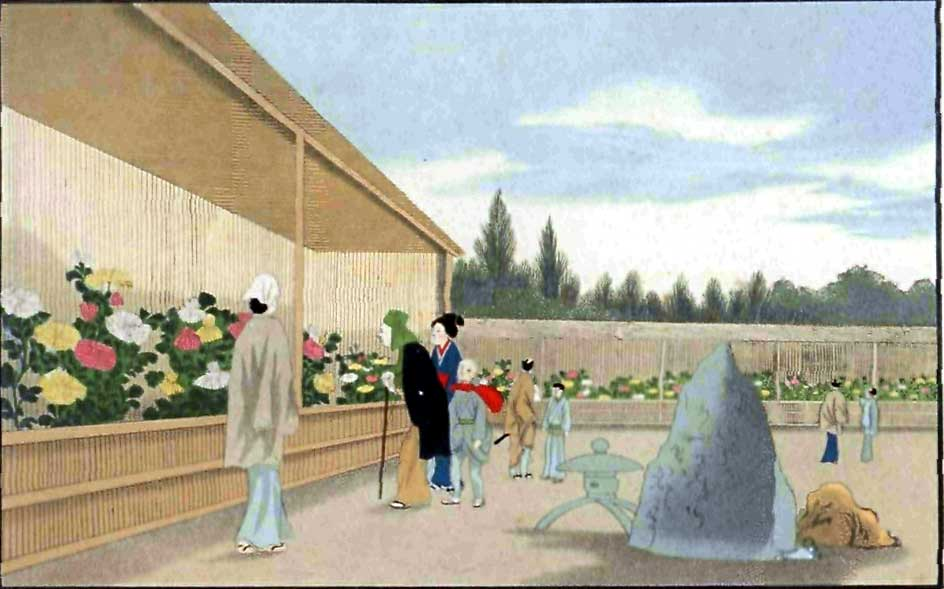
幕末の菊花展の図。J.M.W.Silver著「Sketches of Japanese manners and customs」（ロンドン、1867年刊）より[10]。